# Élections législatives fidjiennes de 2014
Des élections législatives ont lieu aux Fidji le 17 septembre 2014, les habitants des régions reculées et les membres des forces armées votant néanmoins à partir du 3 septembre. Il s'agit d'élire pour un mandat de quatre ans les cinquante députés d'un tout nouveau Parlement, après huit ans de dictature militaire et de suspension du corps législatif.
Le parti Fidji d'abord remporte une majorité absolue des sièges, permettant à Frank Bainimarama de conserver le poste de Premier ministre.
Ces élections ayant été jugées crédibles et démocratiques par les observateurs internationaux, elles aboutissent à la pleine réintégration des Fidji dans le Commonwealth le 26 septembre, puis dans le Forum des îles du Pacifique le 24 octobre.

## Contexte et développements (2006-2014)

### 2006-2009
De 2006 à 2014, la république des Fidji est gouvernée par le chef des armées, le commodore Frank Bainimarama, à la suite d'un coup d'État en décembre 2006. Il s'était engagé à permettre des élections législatives libres et démocratiques en mars 2009,,, à la suite de réformes du système électoral, qui auraient pour but officiellement de résoudre l'expression des tensions inter-ethniques à travers les clivages politiques, ainsi que de combattre la corruption.
L'ancien Premier ministre Laisenia Qarase, renversé lors du coup d'État, avait indiqué qu'il participerait aux élections. Bainimarama, lui, n'y participerait pas. La condamnation de Qarase à un an de prison pour corruption en août 2012, toutefois, exclut sa participation au scrutin.
Le 18 juillet 2008, l'amiral Bainimarama annonce, lors d'une interview à la radio fidjienne, que les élections n'auront pas lieu en 2009. Il affirme que le délai est trop court pour mettre en place les réformes du système électoral:
« Le système électoral que nous avons depuis dix ans n'est pas bon pour nous, car il engendre une division raciale. Donc nous voulons nous en débarrasser, et nous voulons trouver une autre manière de tenir des élections, afin que les résultats de l'élection amènent la stabilité et l'harmonie. Il faut qu'il y ait une élection ; il y en aura une, et les forces armées, de toutes les organisations, savent à quel point les élections sont importantes, mais nous devons mettre en place des changements avant les élections. »
Lors de ses vœux adressés au pays pour le Nouvel An en 2009, Bainimarama déclare en outre : « Concitoyens, nous aurons des élections. Toutefois, ces élections devront se tenir dans le cadre d'un système électoral véritablement démocratique. Ce qui veut dire que la voix de chaque individu doit avoir la même valeur ; vous devez avoir le droit de choisir qui vous voulez, sans être contraints par une catégorisation ethnique ».
En avril 2009, le président de la République, Ratu Josefa Iloilo, abroge la Constitution et confère anticonstitutionnellement à Bainimarama un mandat pouvant durer jusqu'à cinq ans. Le gouvernement affirme alors vouloir restaurer la démocratie en 2014 au plus tard. En juillet 2009, Bainimarama confirme que des élections auront lieu en septembre 2014, et qu'elles se dérouleront en accord avec une nouvelle Constitution, qui éliminera la catégorisation 'raciale' du système électoral.

### 2011-2014: préparatifs
Fin 2011, le gouvernement indique dans le budget ses préparatifs pour l'inscription des électeurs sur les listes électorales. Il ajoute que la nouvelle Constitution stipulera la nature du Parlement (monocaméral ou bicaméral), la durée du mandat des parlementaires et l'équilibre des pouvoirs, à la suite d'une consultation avec le public et les organisations non gouvernementales. Le droit de vote serait obtenu à l'âge de 18 ans, et non plus 21,,. Le gouvernement précise que le nombre de sièges au Parlement serait réduit. Il en comptait 71 avant l'élection, ce que les autorités jugent excessif pour un pays de 900 000 habitants.
En avril 2012, Bob Carr, ministre des Affaires étrangères australien, et Murray McCully, ministre des Affaires étrangères néo-zélandais, visitent les Fidji et s'entretient conjointement avec les chefs des trois partis représentés au Parlement dissous en 2006 : Laisenia Qarase pour le Parti des Fidji unies, Mahendra Chaudhry pour le Parti travailliste, et Mick Beddoes pour le Parti des peuples unis. La discussion porte sur les premiers préparatifs en vue de la nouvelle Constitution, et sur les élections programmées pour 2014. Est évoquée, entre autres, la rumeur selon laquelle des membres du gouvernement songeraient à la création d'un parti politique militaire pour prendre part à l'élection.
Le 21 décembre 2012, la commission présidée par le Kenyan Yash Ghai remet une première ébauche de Constitution au Président Epeli Nailatikau. Ce dernier rappelle que le gouvernement nommera bientôt une Assemblée constituante chargée de finaliser la Constitution. Les dispositions de cette Constitution permettront la préparation des élections.
En janvier 2013, dans le cadre de la préparation des élections, le gouvernement publie un décret annonçant les critères pour la reconnaissance de partis politiques. Le décret interdit aux dirigeants d'organisations syndicales, qui constituent l'une des principales forces d'opposition au régime militaire, de prendre part à la direction d'un parti politique. Le décret exclut également toute personne condamnée à une peine d'au moins six mois de prison au cours des cinq années précédant l'élection ; Laisenia Qarase, qui purge alors une peine d'un an de prison pour corruption, se voit donc interdire de diriger son propre parti, le Parti des Fidji unies. Felix Anthony, président du Fiji Trades Union Congress, dénonce une mesure anti-démocratique. Il est également interdit aux syndicats, comme aux entreprises, de soutenir financièrement un parti politique. Pramod Rae, secrétaire général du Parti de la fédération nationale, pointe l'« impossibilité » pour les partis existants de réunir 5 000 membres afin d'être reconnus, et dénonce une volonté du gouvernement d'« annihiler » ces partis.
Dans ce cadre, le Soqosoqo Duavata ni Lewenivanua se dissout, et se reforme immédiatement avec un nouveau nom en anglais, se pliant ainsi à l'une des conditions pour sa reconnaissance par les autorités. Il devient le Social Democratic Liberal party (Parti Libéral social-démocrate), afin de conserver l'acronyme « SDL ». Peu après, le Parti des peuples unis (UPP) annonce sa dissolution sans refonte, dénonçant les exigences « ridicules » imposées par le gouvernement. Le dirigeant de l'UPP, Mick Beddoes, affirme toutefois qu'il ne compte pas mettre un terme à sa carrière politique, et invite les membres de l'UPP à rejoindre, selon leurs convictions, l'un des autres grands partis.
Le SDL (dirigé par Ratu Jone Kubuabola), le Parti travailliste (dirigé par Mahendra Chaudhry) et le PFN (dirigé par Attar Singh) forment à partir de janvier un Front uni pour des Fidji démocratiques (auquel participe également Mick Beddoes malgré la dissolution du PPU) en opposition au régime militaire,.
Le 21 mars 2013, le gouvernement publie sa propre proposition de nouvelle Constitution, soumise à la consultation populaire avant finalisation par le gouvernement lui-même. Il renonce ainsi à la tenue d'une assemblée constituante. Le lendemain, Bainimarama annonce qu'il sera candidat aux élections, et qu'il compte fonder un parti politique à cet effet.
En avril 2013, le Front uni pour des Fidji démocratiques demande en vain au gouvernement un débat télévisé en amont des élections, qui constituerait également un débat sur la proposition de nouvelle Constitution.
En mai 2013, un quatrième parti politique est officiellement reconnu et autorisé : le Parti démocrate populaire (PDP), constitué notamment de syndicalistes déçus par le Parti travailliste. La présidente du nouveau parti, Adi Sivia Qoro, indique que son mouvement serait potentiellement intéressé à rejoindre le Front uni. Le Front à cette date entend poursuivre un mouvement de pression pour peser sur les modalités de préparation des élections, et constituer avant le scrutin un gouvernement de coalition nationale intérimaire, en remplacement des autorités militaires. Tupeni Baba, du SDL, indique que le Front pourrait présenter un programme commun et des candidats communs aux élections, afin de rester unis face aux candidats de l'hypothétique parti du gouvernement Bainimarama.
Le 5 mars 2014, en accord avec la nouvelle Constitution qu'il a fait proclamer, le premier ministre Voreqe Bainimarama démissionne de ses fonctions de commandant des forces armées, restant à la tête du gouvernement en tant que simple civil afin de pouvoir participer aux élections en septembre. Le général de brigade Mosese Tikoitoga lui succède.

## Constitution et système électoral
Le 22 août 2013, le gouvernement transitoire issu du coup d'État militaire de décembre 2006 publie la Constitution qui encadrera les élections de septembre 2014. Parmi les changements notables, : 
- les circonscriptions électorales sont abolies, faisant place à un système électoral à la proportionnelle, pour encourager tous les partis à se soucier de l'ensemble de la population ;
- les listes électorales ethniques, et la répartition des sièges selon des critères ethniques, sont abrogées ;
- le Sénat est aboli, en faveur d'un parlement monocaméral ;
- le droit de vote est désormais acquis à l'âge de 18 ans, au lieu de 21 ;
- le nombre de sièges au parlement est réduit à 50 ;
- les Fidjiens expatriés obtiennent le droit de vote, à condition de n'avoir que la nationalité fidjienne ;
- les forces armées ont pour rôle de garantir « la sécurité, la défense et le bien-être » du pays et de ses habitants.

Chaque citoyen vote non pas pour un parti ou une liste, mais pour un unique candidat qu'il souhaite voir élu député. Puisqu'il n'y a qu'une seule circonscription, les candidats sont les mêmes à travers le pays. Chaque candidat est représenté par un nombre sur le bulletin de vote. Le système électoral fonctionne néanmoins selon un modèle proportionnel. Les voix pour les candidats individuels de chaque parti sont additionnées, conférant un nombre et un pourcentage de voix à ce parti. Le parti remporte alors une proportion de sièges égale à sa proportion de voix. Les sièges alloués à ce parti le sont dans l'ordre dans lequel les électeurs ont classé les candidats de ce parti. Ainsi ce n'est pas le parti lui-même qui détermine l'ordre d'élection de ses candidats, mais les électeurs. Un parti n'obtient des députés que s'il a atteint au moins 5 % des voix.
La campagne électorale cesse quarante-huit heures avant l'ouverture des bureaux de vote, et la publication des sondages cesse une semaine avant le vote.

## Partis politiques et candidats
En décembre 2013, le Parti de la fédération nationale indique qu'il présentera des candidats à l'élection sous sa propre étiquette, et non sous l'étiquette de la coalition du Front uni pour des Fidji démocratiques, coalition dont il demeure néanmoins membre. Le président du parti, Raman Singh, explique qu'il continue d'entretenir de bonnes relations avec les autres membres de la coalition, et qu'un gouvernement de coalition est envisageable, mais qu'étant donné que l'élection s'effectue par le biais d'une représentation proportionnelle, il est souhaitable que son parti présente ses propres candidats. Finalement, tous les partis procèdent de même.
Pour ce scrutin, il y a sept partis politiques enregistrés et reconnus,, : 
- le parti Fidji d'abord (Fiji First), de Voreqe Bainimarama ;
- le Parti libéral social-démocrate ou « Sodelpa » (centre-droit ou droite), anciennement le SDL au pouvoir avant le coup d'État de 2006, dirigé par Ro Teimumu Kepa à la suite de la condamnation de Laisenia Qarase pour corruption ;
- le Parti travailliste fidjien (centre-gauche), de l'ancien premier ministre Mahendra Chaudhry ;
- le Parti démocrate populaire, nouveau parti issu des syndicats, dirigé par Felix Anthony ;
- le Parti de la fédération nationale, représentant traditionnellement les intérêts de la population indo-fidjienne rurale, et dirigé par Biman Prasad ;
- le Parti fidjien unifié pour la liberté (Fiji United Freedom Party), qui représente principalement les intérêts des jeunes, et dirigé par Nayagodamu Korovou[47] ;
- le Parti des Fidji unifiées (One Fiji Party), dirigé par Filimoni Vosarogo[48].

Il y a par ailleurs deux candidats sans étiquette (Umesh Chand et Roshika Deo), ayant recueilli les mille signatures nécessaires pour se présenter,.
Il y a 262 candidats au total pour les cinquante sièges. Mahendra Chaudhry, à la tête du Parti travailliste, et Jagath Karunaratne, à la tête du Parti unifié pour la liberté, ne sont pas autorisés à se porter candidats, en raison de condamnations pénales. Chaudhry avait été condamné en avril pour détention de fonds non déclarés à l'étranger, tandis que la candidature de Karunaratne est rejetée en raison d'une condamnation en 2007 pour infraction au code de la route.

## Campagne électorale

### Programmes
À la mi-juillet, le Parti démocrate populaire est le premier à annoncer son programme. Mettant l'accent sur la démocratie, les droits de l'homme, « la compassion pour les pauvres » et la justice sociale, il promet notamment la gratuité de l'accès à l'eau, et l'exemption de la taxe sur la valeur ajoutée sur l'électricité pour les pauvres. Il prône également le rétablissement du Grand Conseil des Chefs.
Le Parti libéral social-démocrate (Sodelpa, ancien SDL au pouvoir avant le coup d'État) annonce lui aussi son programme politique en juillet, et le fonde sur les politiques mises en œuvre avant le coup d'État. Il argue que le gouvernement Bainimarama s'est attaqué aux droits de la population autochtone, et promet de restaurer le projet de loi de 2006 visant à transférer aux autochtones la propriété des plages, terres côtières et fonds marins près des côtes. La Banque foncière instaurée par le gouvernement Bainimarama pour encourager les propriétaires des terres autochtones à les louer pour les faire fructifier serait abolie. La Constitution introduite en 2013 serait « amendée ou abrogée ». Le Grand Conseil des Chefs serait rétabli. Le christianisme serait à nouveau déclaré religion d'État, comme cela avait été le cas dans les années 1990 à la suite des premiers coups d'État nationalistes ; la plupart des Fidjiens autochtones sont chrétiens, tandis que la plupart des Fidjiens d'origine indienne sont hindous ou musulmans. Une aide alimentaire serait introduite pour lutter contre la pauvreté ; les entreprises embauchant des jeunes en premier emploi bénéficieraient de nettes réductions d'impôts. L'impôt sur les plus-values serait abrogé, et, de manière plus générale, des mesures de déréglementation économique seraient introduites.
Le Parti travailliste dénonce la Constitution de 2013, qu'il juge non démocratique (déséquilibre des pouvoirs en faveur de l'exécutif, interdiction faite aux dirigeants syndicaux de participer à la vie politique…), et doute publiquement de la tenue d'élections libres et justes. Il promet de revoir la Constitution, d'abroger les décrets portant atteinte aux droits de l'homme, et de restaurer le Grand Conseil des Chefs. Le système éducatif inculquerait davantage aux enfants l'importance de la démocratie, des droits de l'homme et de l'État de droit, ainsi que de l'égalité des sexes et de la justice sociale. Pour relancer l'économie, les Travaillistes promettent de diminuer les charges administratives et fiscales qui pèsent notamment sur les petites entreprises. Pour revitaliser l'économie rurale, le parti prône un investissement dans les infrastructures, et des subventions pour l'accès au logement en milieu rural. Les équipements nécessaires aux fermes seraient également subventionnés, et une assistance technique serait fournie. Plus généralement, des subventions permettraient un meilleur accès au logement pour les pauvres à travers le pays. La taxe sur la valeur ajoutée, « taxe régressive qui pénalise les pauvres », serait abrogée sur certaines denrées essentielles. Sur le plan de la santé, le parti envisage la création de deux nouveaux hôpitaux, le recrutement de spécialistes dans les régions où il en manque, et une campagne publique de prévention ; la création d'un régime d'assurance maladie sur le modèle australien serait mise à l'étude. Les chômeurs auraient accès à un service de formation, et (à titre transitoire) à des travaux d'intérêt général rémunérés. La participation des femmes à la vie publique serait activement encouragée. Le droit des fonctionnaires de se syndiquer serait restauré. Enfin, les Fidji demeureraient un État laïc, préservant la liberté religieuse.
Le parti Fidji d'abord (Fiji First), qui publie plus tardivement son programme électoral, fait campagne sur les réussites du gouvernement Bainimarama depuis le coup d'État : croissance économique, baisses d'impôts pour relancer la consommation, incitations fiscales aux investissements étrangers dans les régions pauvres du pays, contrôle des prix des denrées essentielles, subventions aux agriculteurs, aide à l'achat de logement… Il promet une subvention accrue aux dépenses d'électricité des foyers pauvres, ainsi qu'une gratuité partielle de l'accès à l'eau, le recrutement de davantage d'enseignants, la gratuité de la dernière année d'école maternelle à partir de 2015, un meilleur accès à des formations professionnalisantes dans les régions rurales, l'ouverture d'un hôpital à Lautoka, des aides financières aux propriétaires fonciers qui souhaitent exploiter leurs terres, un investissement dans les infrastructures de transport, des aides financières et une déréglementation pour favoriser les petites et moyennes entreprises, une baisse d'impôts pour les entrepreneurs dans le milieu des technologies de l'information et de la communication, de meilleurs moyens matériels au service de la police et de la justice… Le parti promet par ailleurs la transparence sur les actions de ses députés : publication de leurs votes au Parlement, de leur assiduité, de leurs dépenses…

### Débat
Début septembre, Voreqe Bainimarama, affirmant que seuls comptent dans cette élection son parti et le Sodelpa, accepte de débattre publiquement avec la candidate du Sodelpa, Ro Teimumu Kepa. Il refuse les demandes de débat formulées par d'autres partis.
Le débat a lieu le 13 septembre, transmis à la radio à travers le pays, ainsi que sur Internet. Ro Teimumu Kepa critique les mesures prises par le gouvernement Bainimarama, et lui reproche de s'être accordé une amnistie pour le coup d'État. Voreqe Bainimarama accuse quant à lui Teimumu Kepa et son parti de vouloir rétablir des politiques de discrimination raciale.

## Sondages
En mai, le nouveau parti politique de Voreqe Bainimarama, Fidji d'abord, étant en cours de validation auprès des instances électorales, un sondage le donne largement gagnant en termes d'intentions de vote. 56 % des sondés auraient indiqué leur intention de voter pour le parti Fiji d'abord, 8 % pour le Parti social-démocrate libéral (SODELPA, conservateur), 3 % pour les Travaillistes, 2 % pour le Parti démocrate populaire (issu des syndicats), et 1 % pour le Parti de la fédération nationale. 19 % demeurent incertains, et 9 % refusent de répondre. Les partisans de Bainimarama soulignent la sécurité accrue sous son gouvernement, la gratuité de l'éducation, la gratuité des transports publics pour les enfants, le contrôle des prix des denrées alimentaires, et un accès à l'eau et à l'électricité dans des régions rurales pour la première fois.
Début août, un sondage indique que 60 % des Fidjiens souhaitent voir Voreqe Bainimarama rester premier ministre ; la candidate du SODELPA, Ro Teimumu Kepa, arrive deuxième avec 17 %.
Début septembre, 49 % des sondés souhaitent voir Voreqe Bainimarama demeurer premier ministre, tandis que Ro Teimumu Kepa recueille 20 % de soutien.

## Observateurs étrangers
Un « Groupe d'observation multinational » (Multinational Observation Group) est présent pour s'assurer d'un déroulement juste, libre et démocratique des élections. Les observateurs proviennent de dix pays, notamment d'Australie, d'Inde, d'Indonésie et de Papouasie-Nouvelle-Guinée.
Le Groupe annonce le lendemain du scrutin que l'élection s'est déroulée de manière libre et démocratique, les citoyens fidjiens ayant pu exprimer librement leur volonté. La ministre australienne des Affaires étrangères Julie Bishop, s'étant entretenue avec des observateurs australiens, souligne que les élections se sont déroulement calmement et librement, sans intimidation ni incident,. Toutefois, les dirigeants de cinq des six partis d'opposition (tous sauf le Parti fidjien unifié pour la liberté) publient le 18 septembre une lettre exprimant leurs doutes quant au déroulement de l'élection qui vient d'avoir lieu, et tiennent une conférence de presse commune à ce sujet.

## Résultats
|                           |                                             |         |       |       |        |               |  |  |  |
| Parti                     | Parti                                       | Voix    | %     | +/-   | Sièges | +/-           |  |  |  |
|                           | Fidji d'abord (FF)                          | 293 544 | 59,17 | Nv.   | 32     | 32            |  |  |  |
|                           | Parti libéral social-démocrate (SODELPA)    | 139 809 | 28,18 | 16,32 | 15     | 21            |  |  |  |
|                           | Parti de la fédération nationale (NFP)      | 27 065  | 5,46  | 0,69  | 3      | 3             |  |  |  |
|                           | Parti démocrate populaire (PDP)             | 15 863  | 3,20  | Nv.   | 0      | en stagnation |  |  |  |
|                           | Parti travailliste fidjien (FLP)            | 11 669  | 2,35  | 37,64 | 0      | 31            |  |  |  |
|                           | Parti des Fidji unifiées (OFP)              | 5 839   | 1,18  | Nv.   | 0      | en stagnation |  |  |  |
|                           | Parti fidjien unifié pour la liberté (FUFP) | 1 072   | 0,22  | Nv.   | 0      | en stagnation |  |  |  |
|                           | Indépendants                                | 1 282   | 0,26  | 4,29  | 0      | 2             |  |  |  |
|                           |                                             |         |       |       |        |               |  |  |  |
| Votes valides             | Votes valides                               | 496 142 | 99,21 |       |        |               |  |  |  |
| Votes blancs et invalides | Votes blancs et invalides                   | 3 936   | 0,79  |       |        |               |  |  |  |
| Total                     | Total                                       | 500 078 | 100   | –     | 50     | 21            |  |  |  |
| Abstentions               | Abstentions                                 | 91 023  | 15,40 |       |        |               |  |  |  |
| Inscrits / participation  | Inscrits / participation                    | 591 101 | 84,60 |       |        |               |  |  |  |

Résultats selon l'axe gauche/droite
| Majorité absolue |    |         |
| ↓                |    |         |
| 3                | 32 | 15      |
| PFN              | FA | SODELPA |

## Députés élus
| Fidji d'abord | SODELPA | PFN                                         |
| --- | --- | ------------------------------------------- |
| | |                                             |
| Voreqe Bainimarama Aiyaz Sayed-Khaiyum Parveen Kumar Ratu Inoke Kubuabola Dr Mahendra Reddy Ruveni Nadalo Pio Tikoduadua Joeli Cawaki Osea Naiqama Sanjit Patel Dr Brij Lal Timoci Natuva Viam Pillay Dr Jiko Luveni Inia Seruiratu Lorna Eden Balmindra Singh Vijay Nath Semi Koroilavesau Jioji Konrote Samuela Vunivalu Dr Neil Sharma Netani Rika Alivereti Nabulivou Mereseini Vuniwaqa Alvic Maharaj Rosy Akbar Jone Usamate Ashneel Sudhakar Iliesa Delana Faiyaz Koya Veena Bhatnagar | Ro Teimumu Kepa Niko Nawaikula Ratu Naiqama Lalabalavu Mosese Bulitavu Viliame Tagiveitaua Anare Vadei Bill Gavoka Semesa Karavaki Ratu Suliano Matanitobua Sela Nonovo Kiniviliame Kiliraki Isoa Tikoca Salote Radrodro Aseri Radrodro Josefa Dulakiverata | Dr Biman Prasad Tupou Draunidalo Prem Singh |

Changements en cours de législature :
- 23 septembre 2014 : Jiko Luveni (Fidji d'abord) démissionne de son siège de députée afin de se rendre éligible à la présidence du Parlement. Laisenia Bale Tuitubou, arrivé 33e dans la liste des candidats du parti Fidji d'abord, la remplace[70].
- 4 mars 2015 : Ratu Viliame Tagivetaua (Sodelpa) décède d'un cancer de la prostate[71]. Mikaele Leawere, arrivé 16e dans la liste des candidats du parti, le remplace[72].
- 10 avril 2015 : Neil Sharma (Fidji d'abord) démissionne face à des accusations de corruption[73],[74]. Jilila Nalibu Kumar, arrivée 34e dans la liste des candidats du parti, le remplace[72].
- 11 mai 2015 : Pio Tikoduadua (Fidji d'abord), ministre des Infrastructures et des Transports, démissionne pour raisons de santé, étant atteint d'un cancer à un stade avancé[75]. Alexander O'Connor, arrivé 35e dans la liste des candidats du parti, lui succède à son poste de député[76].
- 21 mai 2015 : Ratu Naiqama Lalabalavu (Sodelpa) est suspendu deux ans du Parlement, pour propos outranciers à l'encontre de la présidente du Parlement (prononcés en dehors de l'enceinte du Parlement). Il n'est pas remplacé, ayant été suspendu et non pas déchu[77].
- octobre 2015 : Jioji Konrote (Fidji d'abord ; ministre de l'Emploi, de la productivité et des relations sociales) démissionne afin de briguer (avec succès) la présidence de la République. Viliame Naupoto doit en principe lui succéder mais, en tant que commandant des forces armées, préfère conserver son poste militaire. C'est donc le journaliste Matai Akauola, arrivé 37e sur la liste du parti, qui succède à Konrote comme député[78].
- 12 octobre 2015 : Sanjit Patel (Fidji d'abord) démissionne afin de se consacrer à son travail de chef d'entreprise. Mohammed Dean, 38e sur la liste du parti, lui succède[79].
- 3 juin 2016 : Roko Tupou Draunidalo (PFN) est suspendue deux ans du Parlement, pour avoir traité d'« idiot » le ministre de l'Éducation Mahendra Reddy durant un débat parlementaire. N'étant que suspendue, elle n'est pas remplacée ; le nombre de députés d'opposition descend à seize[80].
- 29 septembre 2016 : Ratu Isoa Tikoca (Sodelpa) est suspendu pour le restant de la législature en cours, pour avoir suggéré publiquement qu'il y avait trop de musulmans dans la haute administration du pays. N'étant que suspendu, il n'est pas remplacé ; le nombre de députés d'opposition descend à quinze[81].
- janvier 2017 : Roko Tupou Draunidalo (PFN), suspendue depuis juin 2016, démissionne du Parlement et du parti. Son siège étant désormais vacant, Parmod Chand, prochain sur la liste du PFN, lui succède[82].
- 26 mars 2018 : Mosese Bulitavu (Sodelpa) est reconnu coupable de sédition pour des graffiti hostiles au gouvernement. Il perd son siège de député, et est condamné à deux ans et cinq mois de prison[83],[84].

## Analyse et réactions
Le taux de participation est de 84 %. Les résultats sont une nette victoire pour le parti Fidji d'abord ; avec 59 % des voix et 32 sièges sur 50, il peut former seul le gouvernement. Le Sodelpa confirme son statut de principal parti d'opposition. Le Parti de la fédération nationale, plus vieux parti du pays mais en déclin depuis les années 1990, est le seul autre parti à obtenir des sièges au Parlement. Le Parti travailliste, autrefois le deuxième parti du pays, est balayé,.
Le 21 septembre, alors que 90 % des bureaux de vote ont confirmé leurs résultats, Voreqe Bainimarama dans une allocution remercie ses électeurs et les membres de son parti, et promet de gouverner dans l'intérêt de tous les citoyens.

## Formation d'un gouvernement
En accord avec la Constitution adoptée en 2013 à l'initiative du gouvernement militaire, les députés doivent élire un président du Parlement (choisi en dehors des membres de l'assemblée) et un vice-président du Parlement comme suppléant (choisi parmi les députés). Le 23 septembre, la présidente du parti Fidji d'abord, Jiko Luveni, démissionne de ses fonctions de députée, pour être élue présidente du Parlement. Elle est élue sans opposition lorsque le Parlement siège pour la première fois le 6 octobre. Elle est la première femme à occuper cette fonction,. Par trente-deux voix contre dix-huit, le député Fidji d'abord Ruveni Nadabe Nadalo est élu vice-président du Parlement, face au candidat du Sodelpa, Ratu Viliame Tagivetaua.
En accord également avec la Constitution, c'est le Parlement qui élit le Premier ministre. Si un parti a remporté plus de la moitié des sièges, le dirigeant de ce parti, s'il est lui-même député, devient automatiquement premier ministre. Sinon, des députés se proposent pour le poste, et il est procédé à un vote au Parlement. Le rôle du président de la République se limite à faire prêter serment au Premier ministre choisi par le Parlement. À tout moment durant la législature, le Parlement pourra démettre le Premier ministre de ses fonctions, à travers un vote à la majorité simple, et élire un nouveau dirigeant pour lui succéder. Le parti Fidji d'abord ayant remporté plus de la moitié des sièges, Voreqe Bainimarama demeure premier ministre. Il prête serment le 22 septembre.
Ro Teimumu Kepa, quant à elle, est reconnue comme chef de l'opposition au Parlement, y compris par les trois députés du Parti de la fédération nationale,. Elle forme un cabinet fantôme, qui inclut le PFN ; Biman Prasad y est ainsi ministre fantôme des Finances. À la surprise générale, toutefois, elle décline le poste de Premier ministre fantôme, le confiant à Ratu Naiqama Lalabalavu (du Sodelpa). Ro Teimumu Kepa s'octroie les postes de ministre fantôme de l'Éducation, du Patrimoine et des Arts.